# Alexis O'Hara
Alexis O'Hara es una intérprete transdisciplinaria canadiense.

## Vida y carrera
Alexis O'Hara nació en Ottawa, Ontario.
Desde 1997, participa activamente en la escena del cabaret y de la música experimental de Montreal. O'Hara dirigió el festival de poesía de Montreal durante varios años antes de centrarse en la música vocal y electrónica y en proyectos de interpretación interactiva. Subject to Change y The Sorrow Sponge, dos de sus proyectos en los que la participación del público y la ropa electrónica son elementales, han realizado giras por Canadá, Reino Unido y Bélgica. Su trabajo en vivo y grabado se ocupa del lenguaje, el antropomorfismo, el cerebro y el corazón humanos y el orden social.
En 2009, comenzó a trabajar en instalaciones sonoras interactivas e inmersivas. SQUEEEEQUE - SPEAKERDOME, una cúpula construida íntegramente con cajas de altavoces recicladas, se presentó en numerosos festivales de arte multimedia en Europa y Canadá. La obra fue la primera adquisición de la colección de arte multimedia de la Haus der Elektronische Kunst de Basilea.
Ha sido descrita como «un pilar de la escena del cabaret en Montreal durante años», actuando en su personaje drag king, Guizo LaNuit. Comenzó a actuar en Guizo en 2003.
Actualmente reside y trabaja en Montreal, Quebec.

## Discografía
- In Abulia (2002) - Grenadine Records
- Ellipsis (2010) - &records
- Le Grand Silence (2015) auto-lanzado

## Filmografía
- Canada's a Drag (2018)